# Тенехапа (муниципалитет)
Тенехапа (исп. Tenejapa) — муниципалитет в Мексике, штат Чьяпас, с административным центром в одноимённом посёлке. Численность населения, по данным переписи 2020 года, составила 48 162 человека.

## Общие сведения
Название Tenejapa с языка науатль можно перевести как — известковая река.
Площадь муниципалитета равна 192,5 км², что составляет 0,3 % от площади штата, а наиболее высоко расположенное поселение Крус-Цибальтик, находится на высоте 2425 метров.
Он граничит с другими муниципалитетами Чьяпаса: на севере с Ченало, на востоке с Сан-Хуан-Канкуком и Осчуком, на юге с Уистаном и Сан-Кристобаль-де-лас-Касасом, на западе с Чамулой и Митонтиком.

## Учреждение и состав
Муниципалитет был образован 23 ноября 1922 года, по данным 2020 года в его состав входит 66 населённых пунктов, самые крупные из которых:
| Код INEGI                  | Населённый пункт                                                                  | Численность населения (2005 год) | Численность населения (2010 год) | Численность населения (2020 год) |
| -------------------------- | --------------------------------------------------------------------------------- | -------------------------------- | -------------------------------- | -------------------------------- |
| 093                        | Всего                                                                             | 37826                            | 40268                            | 48162                            |
| 0027                       | Цахальчен (исп. Tzajalchén) 16°50′27″ с. ш. 92°27′36″ з. д.                       | 2210                             | 2276                             | 2962                             |
| 0028                       | Цакивильхок (исп. Tz'Aquiviljok) 16°51′18″ с. ш. 92°27′58″ з. д.                  | 2085                             | 2176                             | 2891                             |
| 0001                       | Тенехапа (исп. Tenejapa) 16°49′08″ с. ш. 92°30′23″ з. д. (административный центр) | 1900                             | 1998                             | 2611                             |
| 0012                       | Котольте (исп. Kotolté) 16°51′55″ с. ш. 92°27′42″ з. д.                           | 2165                             | 2503                             | 2372                             |
| 0030                       | Яшаналь (исп. Yashanal) 16°49′42″ с. ш. 92°27′09″ з. д.                           | 1491                             | 1893                             | 2125                             |
| 0015                       | Мацам (исп. Matzam) 16°47′21″ с. ш. 92°28′38″ з. д.                               | 1462                             | 1599                             | 1835                             |
| 0025                       | Сибанильха-Поколум (исп. Sibaniljá Pocolum) 16°52′33″ с. ш. 92°27′38″ з. д.       | 1479                             | 1419                             | 1656                             |
| 0029                       | Виниктон (исп. Winiktón) 16°48′27″ с. ш. 92°29′42″ з. д.                          | 983                              | 466                              | 1605                             |
| —                          | Прочие                                                                            | 24051                            | 25938                            | 30105                            |
| Названия на карте Генштаба |                                                                                   |                                  |                                  |                                  |

## Экономическая деятельность
По статистическим данным 2000 года, работоспособное население занято по секторам экономики в следующих пропорциях:
- сельское хозяйство и скотоводство — 94,3 % ;
- промышленность и строительство — 1,3 %;
- торговля, сферы услуг и туризма — 3,7 %;
- безработные — 0,7 %.

## Инфраструктура
По статистическим данным 2020 года, инфраструктура развита следующим образом:
- электрификация: 98,4 %;
- водоснабжение: 25,8 %;
- водоотведение: 77,9 %.

## Туризм
Основными достопримечательностями являются: местный текстиль высокого качества и лагуны Окоч и Банабиль.

## Галерея

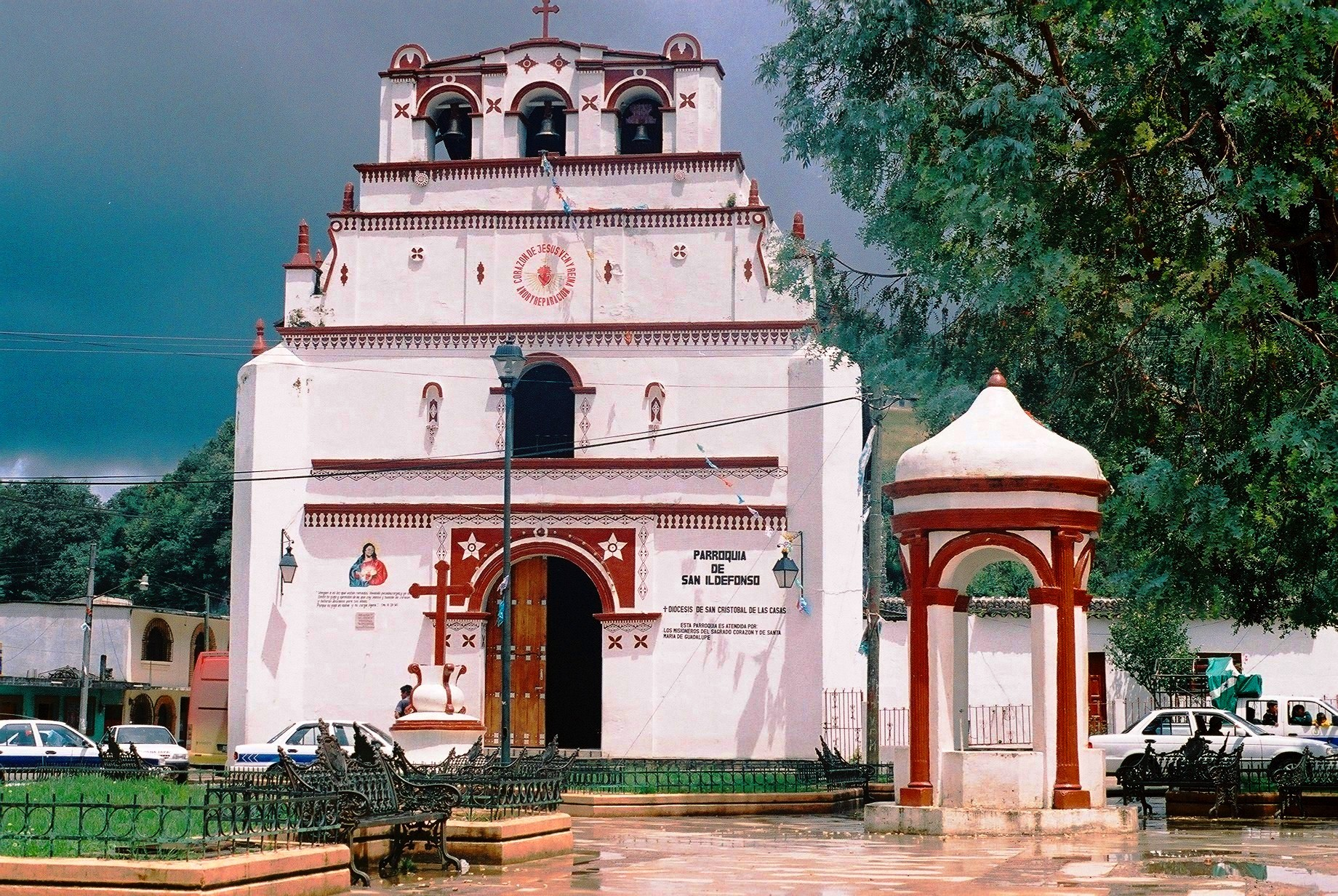
Церковь Святого Идельфонсо
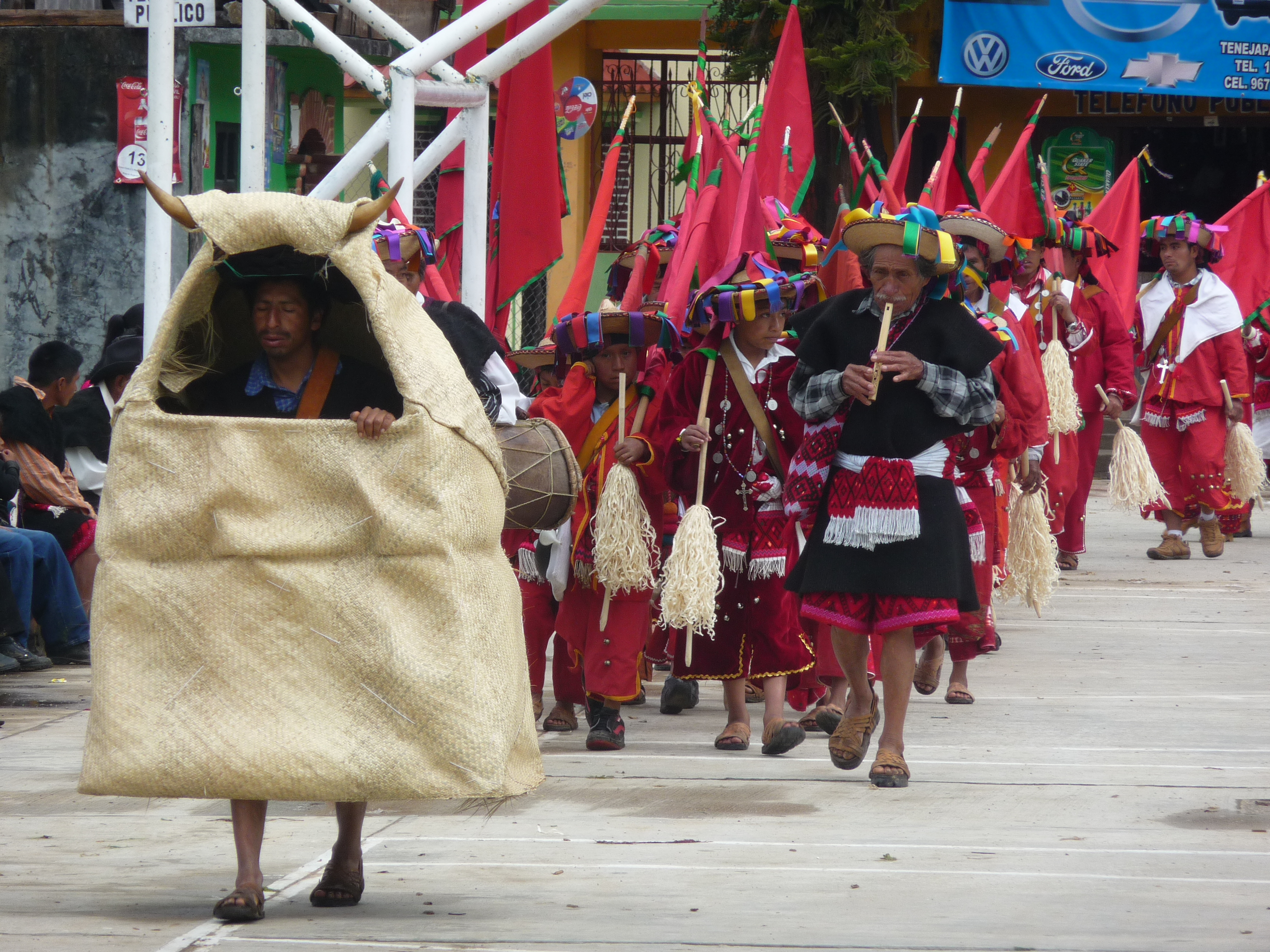
Ежегодный карнавал
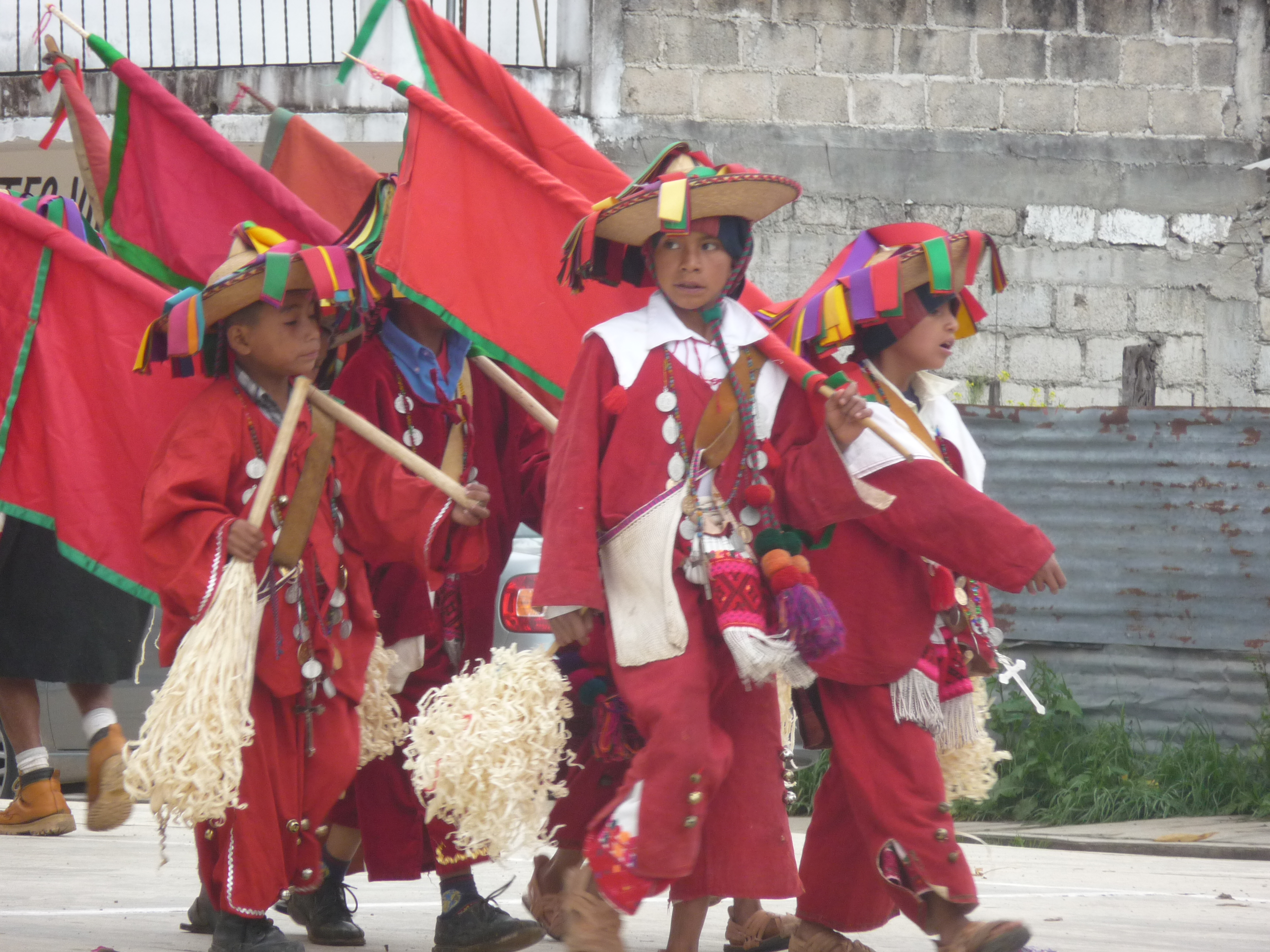
Ежегодный карнавал